# 植原みゆき
植原 みゆき（うえはら みゆき、9月10日 - ）は、日本の女性声優。神奈川県出身。アーツビジョン所属。本名、旧芸名は植原 美幸（読みは同じ）。

## 来歴
日本ナレーション演技研究所卒業。

## 人物
趣味・特技はバレエ、声楽、歌唱、音楽鑑賞、舞台鑑賞、ペットと遊ぶこと、スキューバダイビング。
高校時代は茶華道部に所属していた。

## 出演

### テレビアニメ
- 仙界伝 封神演義（1999年、賈氏、黄貴妃、女、女官）
- シスター・プリンセス（2001年、吉田）
- おねがい☆ツインズ（2003年、放送音声）
- キノの旅 -the Beautiful World-（2003年、人々）
- 時空冒険記ゼントリックス（2003年、シルバー02、ダーク02）
- スクラップド・プリンセス（2003年、里人たち）
- SAMURAI 7（2004年、御傍女衆A）

### OVA
- 菜々子解体診書（1999年、コンピューター）
- がぁーでぃあんHearts（2003年、実況アナ、先輩）

### ゲーム
- 仙界通録正史 〜TVアニメーション仙界伝封神演義より〜（2000年、高蘭英）
- アークス・ファタリス（2002年、スネークウーマン）
- 虹色ドッジボール 乙女たちの青春（2002年、雨宮希）

### ドラマCD
- クーデルカ（アリシアの母）
- 仙界伝封神演義外伝 第一章・第二章
- 篁破幻草子（珠貴）
- 悠久幻想曲（マーサ）

### 吹き替え
- ヴェニスの商人
- 好きと言えるまでの恋愛猶予
- ファイナル・カット

### オーディオドラマ
- 糸車[3]（西村安之丞、お藤[4]）
- クレシェンド 第二章～最終章[5][6][7][8]（マイカ[9]）

### ナレーション
- ゴルフ場コースガイド
  - 筑波国際
  - トーヨーカントリー
- 富士急行
- ポーラ

### CMナレーション
- インターナショナル・キルトウィー大阪
- テンプスタッフ・マーケティング
- 余命一ヶ月の花嫁 DVD (TVスポット）

### ラジオCM
- 千葉マツダ
- 東京トヨタ・プリウス

### テレビドラマ
- Y氏の隣人（1998年、OL）

### テレビ番組
- ざっくばらん（ゲストアシスタント）
- ザ・ワイド

### プラネタリウム
- 足立区子ども科学館「あ〜したてんきになあれ」（てるてるぼうず）
- 栃木県子ども総合科学館「太陽系の仲間たち〜その記憶の彼方へ〜」（女）
- 満天

### 舞台
- 奥様は化け猫
- 童Ri夢-2000-

### その他コンテンツ
- イベント三菱自動車（MC）
- 大型映像/3Dワンダフルプラネット 絶滅!進化!地球アニマル図鑑（月の無人観測基地『LUNA』の声）